# گودلی (تگزاس)
گودلی، تگزاس (به انگلیسی: Godley, Texas) یک شهر در ایالات متحده آمریکا با جمعیت ۹۹۷ نفر است که در تگزاس واقع شده‌است.

## موقعیت جغرافیایی
موقعیت جغرافیایی شهرها و مناطق اطراف به شرح زیر است: